# Evgueni Prigojine
Pour les articles homonymes, voir Prigojine.
Evgueni Viktorovitch Prigojine (en russe : Евгений Викторович Пригожин) est un oligarque russe, né le 1er juin 1961 à Léningrad (aujourd'hui Saint-Pétersbourg) et mort le 23 août 2023 à Koujenkino (oblast de Tver).
Délinquant condamné à plusieurs reprises, il fait fortune à sa sortie de prison dans le domaine de la restauration. Dans les années 2000, il fait partie du cercle rapproché du président russe Vladimir Poutine.
En 2014, il cofonde et prend la direction de la société militaire privée nommée groupe Wagner, qui recrute des mercenaires pour des opérations paramilitaires dans différents pays (Syrie, Afrique, Ukraine) en soutien à des États défaillants ou des régions sécessionnistes, en appui de la politique du gouvernement russe. Il fonde également l'Internet Research Agency, une officine de propagande russe. Lui et ses entreprises sont sous le coup de plusieurs sanctions de la part des États-Unis et de l'Union européenne.
Figure de premier plan de la guerre russo-ukrainienne en tant que dirigeant de Wagner, il s'impose médiatiquement par ses critiques virulentes à l'égard de l'État-major général des Forces armées de la fédération de Russie, ce qui crée des tensions grandissantes. Celles-ci culminent lorsqu'il lance ses troupes dans une rébellion contre l'État russe en juin 2023 : il renonce finalement, après avoir été perçu comme une menace sérieuse pour le président Poutine.
Il meurt dans le crash de l'avion qui le transportait ainsi que d'autres cadres du groupe Wagner deux mois jour pour jour après le début de sa rébellion avortée. Plusieurs dirigeants et observateurs étrangers émettent l'hypothèse que cette mort brutale porte la marque du président Poutine, dans la lignée de plusieurs décès suspects d'opposants russes au Kremlin.

## Biographie

### Origines familiales
Son père décède prématurément. Ce sont sa mère, Violetta, et sa grand-mère, malade, qui l’élèvent, en travaillant à l’hôpital local. Selon le Kyiv Post, son père comme son beau-père sont d'ascendance juive et lui-même subira de nombreuses attaques antisémites. Son grand-oncle Efim Ilitch Prigogine (ru) est un vétéran de la Seconde Guerre mondiale, lauréat du prix Lénine.

### Jeunesse et formation
À l'école, Prigojine a l’ambition de devenir skieur de fond professionnel. Il est entraîné par son beau-père Samouil Jarkoï, tout en suivant un cursus dans un prestigieux pensionnat d'athlétisme dont il est diplômé en 1977. Mais sa carrière sportive est finalement un échec.

### Délinquance
En novembre 1979, Prigojine, 18 ans, est surpris en train de voler. Il est condamné à la prison avec sursis. Deux ans plus tard, en 1981, il est à nouveau pris en flagrant délit de vol et condamné à douze ans de prison pour « brigandage, escroquerie » impliquant plusieurs autres mineurs. Avec plusieurs complices, il est également reconnu coupable d'avoir cambriolé des appartements dans des quartiers huppés. Il est libéré en 1990,.

### Vie privée
Marié, il est père de trois enfants.

### Mort

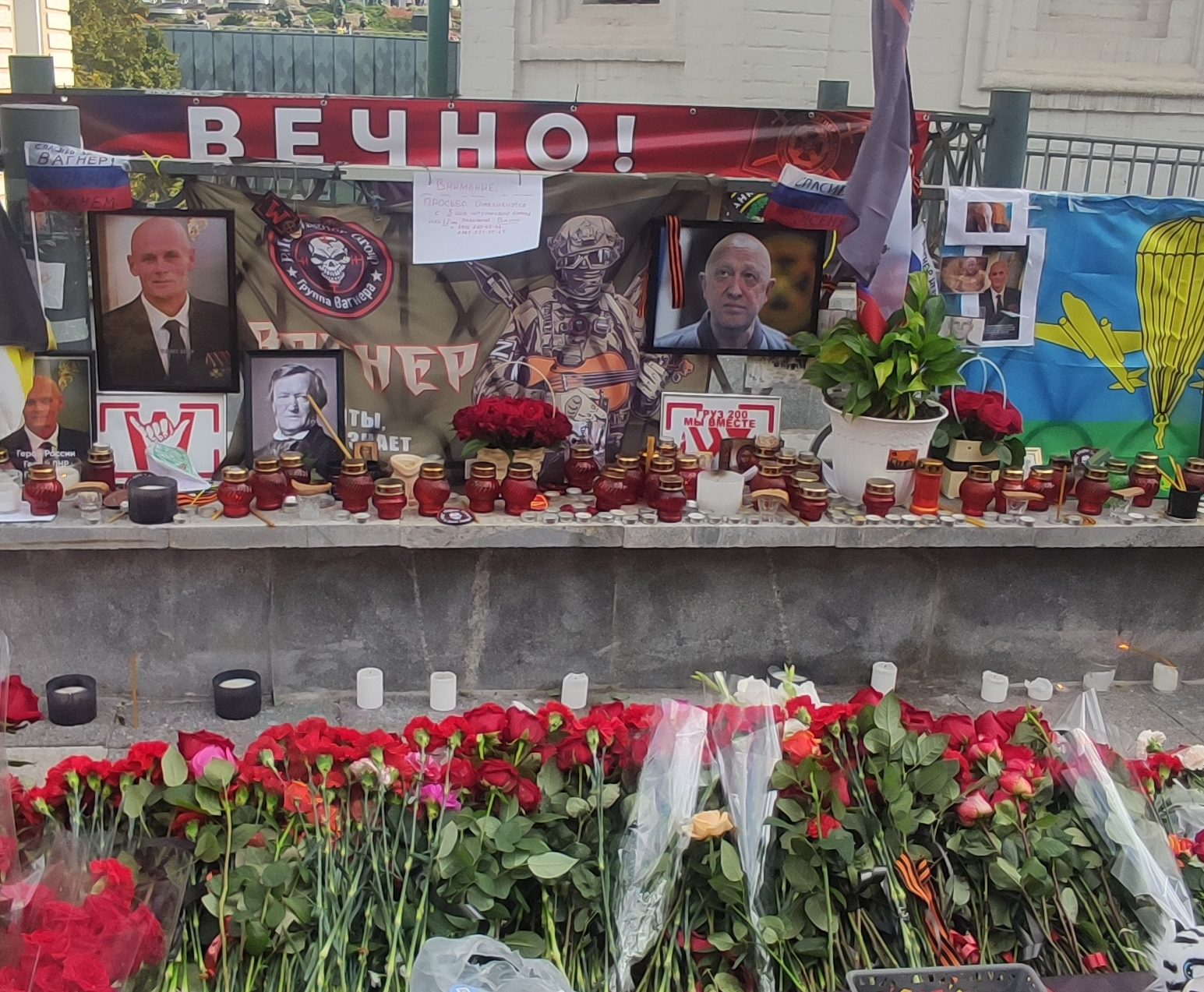
Mémorial en l'honneur de Evgueni Prigojine et Dmitri Outkine (Moscou, 27 août 2023).

Evgueni Prigojine meurt à l’âge de 62 ans, le 23 août 2023, dans le crash d'un avion d'affaires allant de Moscou à Saint-Pétersbourg et transportant neuf autres personnes,, dont le numéro deux du groupe Wagner, Dmitri Outkine. Ils se trouvent alors à bord d’un Embraer 600 qui survole l'oblast de Tver,,. Dans la soirée, l’agence fédérale du transport aérien russe confirme la mort de tous les occupants de l’avion, les noms de Prigojine et Outkine figurant sur la liste. Le même jour, quelques heures avant l'écrasement de l'avion, le général Sergueï Sourovikine, proche du groupe Wagner, avait été officiellement démis de ses fonctions militaires,. Dans la soirée le même jour, le groupe Wagner confirme la mort de son chef. Le lendemain, Vladimir Poutine présente ses condoléances à la famille Prigojine. Sa mort est confirmée par analyse génétique.

## Entrepreneur

### Restaurateur
En 1990, Prigojine ouvre un fast-food qui vend des hot-dogs, puis une chaîne de restauration rapide qui serait à l'origine de sa fortune,.
Par la suite, il ouvre un restaurant de luxe, ce qui lui permet de faire connaissance avec Vladimir Poutine.

### Soutenu par l'État russe
Prigojine est devenu oligarque et est proche du président russe, Vladimir Poutine ; il est parfois surnommé, le « chef de Poutine », le « cuisinier de Poutine » ou le « boucher de Poutine »,,.
Selon Current Time (en), un média russophone financé par les États-Unis, en huit ans, Prigojine aurait amassé plus de 5 000 contrats, d'une valeur totale de 2,3 milliards d'euros qu'il n'aurait pu obtenir sans le soutien du pouvoir russe.
Evguéni Prigojine a obtenu la gestion de l'approvisionnement des cantines scolaires, la restauration de casernes par le ministère de la Défense, l'organisation des banquets du pouvoir.
Le journaliste Roman Dobrokhotov le décrit même comme étant au « sommet de l'État russe ».
Une de ses entreprises de restauration en Russie est visée par des dizaines de procédures judiciaires. Un document émanant d'un tribunal moscovite l'accuse notamment d'enfreindre les normes sanitaires.

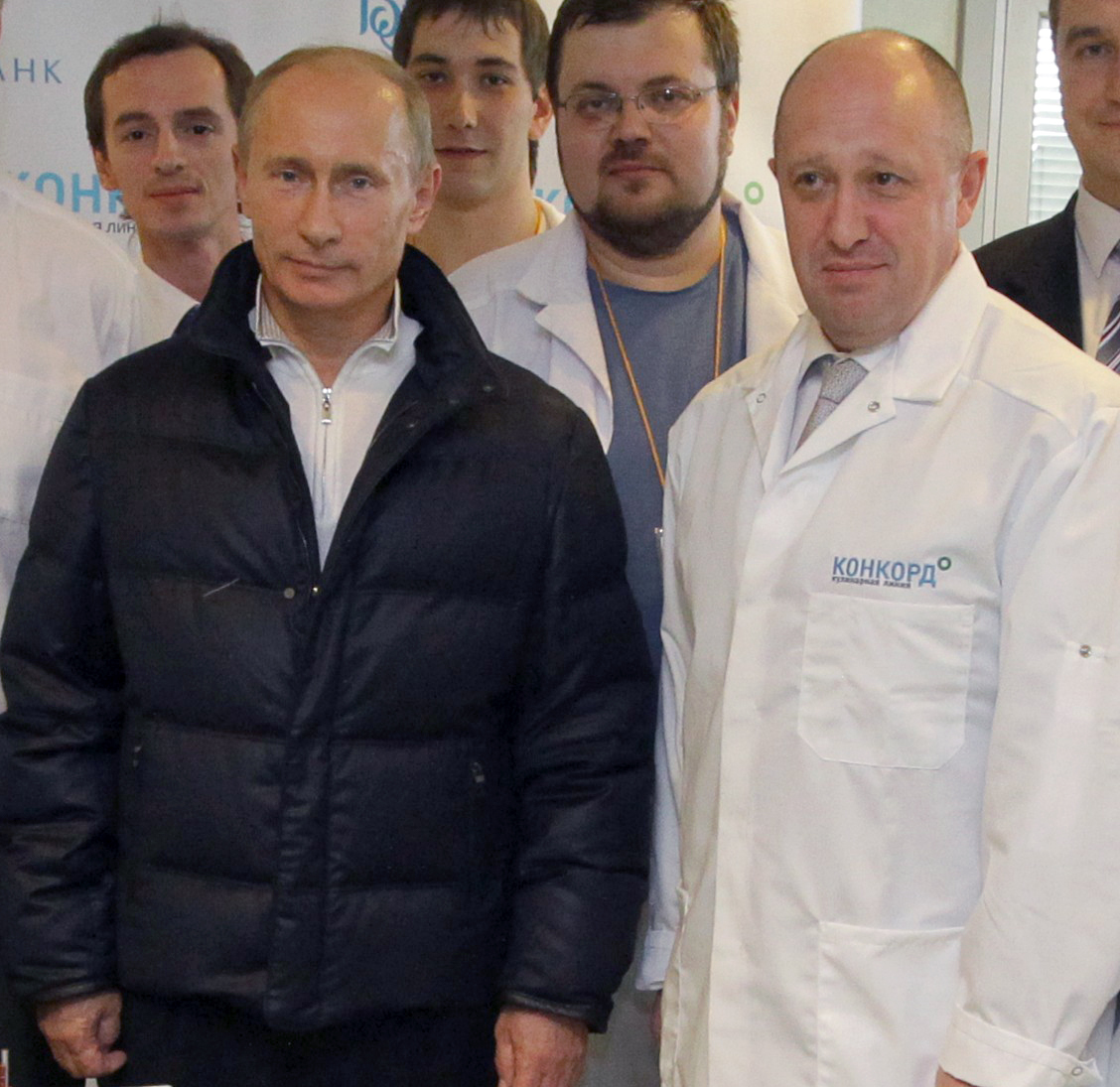
Evgueni Prigojine et Vladimir Poutine, à gauche, en 2010.

Prigojine est sous le coup de sanctions du département du Trésor des États-Unis depuis décembre 2016 dans le cadre de l'implication de Russes dans la crise ukrainienne. Pour les mêmes raisons, ses entreprises Concord Management and Consulting et Concord traiteur (détenues à 50 % par Prigojine au sein du groupe Concord company group) sont sous le coup de sanctions américaines depuis juin 2017,. 
En mars 2020, le ministère de la Justice américain a décidé de lever les accusations contre Concord management et consulting[pas clair]. Ce revirement peut être expliqué par des raisons de sécurité nationale car, pour se défendre devant un tribunal, Concord aurait eu le droit d'accéder à des documents sensibles sur les méthodes d'enquête de la justice américaine. Une autre hypothèse est que le procureur général William P. Barr aurait ainsi pu saboter l'enquête du procureur Robert Mueller.
En octobre 2019, Prigojine a officiellement abandonné le contrôle de Concord à une autre entreprise, The Development Corporation, qui appartient à Iekaterina Roslikova, une avocate de 27 ans, liée à Prigojine.
En août 2020, Prigojine rachète les droits sur une amende[pas clair] de 1,15 million de dollars reçue par Alexeï Navalny, la Fondation anticorruption et Lioubov Sobol en raison d'une enquête jugée diffamante contre une entreprise de restauration liée à Prigojine. Prigojine a dit vouloir collecter cette amende auprès de Navalny.

## Groupe Wagner

### Cofondateur de l'organisation
Le groupe Wagner est une entreprise russe spécialisée dans le mercenariat. Prigojine a dit en être le fondateur ; il est généralement considéré comme le principal financeur de l'entreprise, et on lui prête un rôle opérationnel dans les actions de ses mercenaires. Dmitri Outkine est « fondateur et leader » de la milice Wagner.
En octobre 2020, l'Union européenne puis le Royaume-Uni imposent des sanctions économiques à Prigojine en raison de sa proximité avec le groupe Wagner, qui est accusé de menacer la paix et la stabilité en Libye et de violer l'embargo sur les armes à destination de la Libye voté par l'ONU.
Le 26 septembre 2022, dans une publication sur les réseaux sociaux de son entreprise Concord Management and Consulting, Evgueni Prigojine reconnaît avoir fondé le groupe Wagner : « C'est à ce moment-là, le 1er mai 2014 qu'est né un groupe de patriotes qui a pris le nom de Groupe tactique de bataillon Wagner. […] Et maintenant un aveu […] ces gars, des héros, ont défendu le peuple syrien, d'autres peuples de pays arabes, les démunis africains et latino-américains, ils sont devenus un pilier de notre patrie ».
Plusieurs films produits par une agence financée par Prigojine font la promotion des activités du groupe Wagner.

### Stratégies d'influence

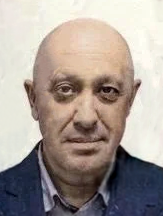
Photographie d'un passeport d'Evgueni Prigojine.

Prigojine, à travers le groupe Wagner notamment, est aussi présent en Afrique, où le Kremlin a développé un modèle de type « sécurité contre avantages économiques » (d'abord testé avec succès en Syrie), et il semble notamment intéressé par le Burkina Faso.
Plusieurs enquêtes ont montré qu'à la fin des années 2010, en s'appuyant sur ses officines d'influence (trolls) et sur 100 à 200 consultants politiques et mercenaires du groupe Wagner déployés en Afrique par Prigojine, il a pu soutenir, renforcer ou établir de nombreux réseaux de lobbying russe. Ces réseaux semblent servir des intérêts politiques intérieurs et extérieurs russes, en influençant les élections dans une vingtaine de pays, via des stratégies numériques et autres d'interventions russes dans la politique africaine, et en fomentant des sentiments anti-occidentaux et/ou en ravivant de vieux conflits territoriaux. Ces réseaux servent aussi les intérêts économiques russes et ceux d'oligarques en Afrique (par exemple relativement à l'exploitation ou la spéculation concernant l'or, le minerai d'uranium, les diamants et la vanille selon Bloomberg). Ces stratégies sont notamment à l'œuvre à Madagascar et en République centrafricaine (RCA), mais aussi dans d'autres pays : république démocratique du Congo, Angola, Sénégal, Rwanda, Soudan, Libye, Guinée, Guinée-Bissau, Zambie, Zimbabwe, Kenya, Cameroun, Côte d'Ivoire, Mozambique, Nigéria, Tchad, Soudan du Sud et Afrique du Sud,,,,,,.
Piotr Bytchkov, administrateur et expert africain du Fonds Prigojine pour la défense des valeurs nationales (FDNV),,, qui dirige Politgen (« Политген » en russe) est le stratège politique qui a coordonné les efforts des trolls au service de Prigojine en Afrique,,.
En 2019, plusieurs personnes liées à Prigojine et à l'IRA rencontrent Saïf al-Islam Kadhafi, fils de l'ancien président libyen Mouammar Kadhafi. L'objectif est d'aider Saïf al-Islam à accéder à la présidence libyenne en lui fournissant des conseils politiques, électoraux et en communication.

### Cas de la République centrafricaine
Lobaye Invest est une société associée à Prigojine, détenue par des citoyens russes mais enregistrée fin 2017 en République centrafricaine, dirigée par Evgeny Khodotov (vétéran des forces de l'ordre de Saint-Pétersbourg), spécialisée dans l'extraction de diamants, d'or et d'autres minéraux ; elle opère depuis le début de 2018, dans la préfecture de Lobaye, au sud-ouest de la République centrafricaine (RCA), et à l'ouest de Bangui. Selon Africa Intelligence, Lobaye Invest est une filiale de M Invest (autre société d'origine russe autorisée par le gouvernement soudanais à exploiter les ressources du Soudan). Des journalistes africains affirment que les mines et gisements sont contrôlés par une société militaire privée : le groupe Wagner,.
Après s'être rendu en Russie à l'automne 2017 pour rencontrer Sergueï Lavrov à Sotchi et en juin 2018 pour rencontrer Vladimir Poutine à Saint-Pétersbourg, Faustin-Archange Touadera, le président de la République centrafricaine, sur les conseils de son conseiller à la sécurité nationale, le Russe Valery Zakharov (Валерий Захаров), a accru la présence russe en RCA en permettant à cinq conseillers militaires russes et 170 entrepreneurs russes de travailler (à partir de janvier 2018) près de Bobangui à Berengo (où est situé l'ancien palais de Jean-Bédel Bokassa, à environ 60 kilomètres au sud-ouest de Bangui),,,.
En 2017, le « processus de Kimberley », supposé interdire la diffusion de diamants de conflits, a ouvert en fin d'année la possibilité à des entreprises d'extraire des diamants dans le sud-ouest de la RCA.
Sous le directeur général Evgueni Khodotov qui est associé à la sécurité de Touadera par le biais de la société Sewa Security Service, Lobaye Invest a été fondée via M-Invest par Dmitry Syty en tant que filiale de M-Finance (qui a été fondée par Prigojine lui-même) pour exploiter le sous-sol de la préfecture de Lobaye qui, selon une ONG, abrite le plus beau gisement (en placers) de diamants du pays,.
En 2018, dans la nuit du 31 juillet, trois journalistes russes, Alexandr Rastorguev, Orkhan Djemal et Kirill Radtchenko, du Centre de gestion des enquêtes ont été assassinés au nord de Sibut, alors qu'ils enquêtaient (pour un prochain film) sur les opérations de l'entreprise Lobaye Invest, sur les intérêts russes à l'est de la RCA et sur le rôle du groupe Wagner PMC sur le champ aurifère de Ndassima,,. Ce centre d'enquête est ensuite fermé en 2018 par Mikhaïl Khodorkovski.
Le 15 avril 2019, dans le cadre d'une mission de l'ONU en RCA, V. Poutine a envoyé 30 soldats russes pour soutenir les intérêts de Lobaye Invest.
Le 27 février 2020, le président de l’Assemblée nationale centrafricaine, Laurent Ngon Baba, permet à la société minière Midas Ressources d’avoir accès à des mines pour un contrat à 280 millions de francs CFA. Il semble bien s'agir d'une succursale de M Invest appartenant de fait à Evguéni Prigojine.
À partir du 18 décembre 2020, plusieurs centaines de Russes dotés d'armes lourdes ont soutenu une offensive sur Bangui qui comprenait des contingents de troupes du Rwanda,.

### Implication dans la guerre russo-ukrainienne
En septembre 2022, une vidéo montre Evgueni Prigojine dans la cour d'une prison en Russie, haranguant les détenus en leur promettant la liberté s'ils rejoignent le groupe Wagner pour combattre en Ukraine,,. Il déclare dans la vidéo :

« Je représente la société militaire privée Wagner. […] Si vous voulez sortir de prison maintenant, vous le pouvez, en échange de quoi vous devez donner six mois de votre temps pour participer à l'effort de guerre sur le front ukrainien. […] Si vous faites six mois, vous êtes libre. Mais si vous arrivez en Ukraine et décidez que ce n'est pas pour vous, vous êtes considérés comme des déserteurs, et vous êtes fusillés par le peloton d'exécution. Personne ne retourne derrière les barreaux. […] Vous demandez des garanties ? Seulement deux personnes peuvent vous faire sortir d'ici : Dieu et Allah, et ce sera dans un cercueil en bois. Moi, je vous fais sortir vivants. Mais vous ne resterez peut-être pas vivants,. »

En date de novembre 2022 et selon l'ONG Rus Sidiachaïa, 30 000 à 50 000 détenus pour actes criminels ont été recrutés par le groupe Wagner et retirés des prisons russes pour aller combattre en Ukraine. Evgueni Prigojine participe directement à ce recrutement. Une vidéo le montre devant des prisonniers proposer la liberté au bout de six mois à ceux qui rejoignent le Groupe pour combattre. Ce n'est pas conforme à la loi russe. En effet, celle-ci condamne le mercenariat et l'activité de recrutement à cette fin. De plus, sortir un détenu de prison pour l'envoyer combattre à l'étranger est aussi condamnable,.
Le 13 novembre 2022, des comptes Telegram proches du groupe Wagner diffusent une vidéo montrant l'exécution d'un homme, frappé à coups de masse sur le crâne. D'après les membres de Wagner, il s'agirait d'un soldat du groupe s'étant rendu délibérément à l'armée ukrainienne, mais qui aurait ensuite été repris par les Russes. Evgueni Prigojine laisse lui-même un commentaire : « Dans ce spectacle, on voit que (cet homme) n'a pas trouvé son bonheur en Ukraine, mais qu'il a rencontré des personnes peu aimables mais justes. C'est un magnifique travail de réalisation, cela se regarde d'une seule traite. J'espère qu'aucun animal n'a été blessé lors du tournage. »
Début janvier 2023, Evguéni Prigojine libère certains des anciens prisonniers ayant rempli leur contrat en leur conseillant : « Ne buvez pas trop, ne vous droguez pas, ne violez pas les femmes. » Derrière les allures de nouvelle provocation, l'homme d'affaires fait peut-être alors allusion aux crimes, documentés pour certains, effectivement commis par certains des mercenaires.
Sur la base de la fuite de documents classifiés du département de la Défense des États-Unis, le Washington Post révèle en mai 2023 que Prigojine aurait proposé aux Ukrainiens d'offrir des positions militaires russes si l'Ukraine retirait ses troupes de la ville de Bakhmout.

### Opposition avec le haut commandement russe
Au cours de l'invasion de l'Ukraine, Evgueni Prigojine s'en prend publiquement et très violemment au commandement militaire russe, au chef d'état-major Valeri Guerassimov et en particulier au ministre de la Défense Sergueï Choïgou, qu'il accuse d'incompétence, de trahison et de mensonges dans la conduite des opérations en Ukraine,. En première ligne lors de la bataille de Bakhmout, le groupe Wagner sort éreinté de plusieurs mois de combats et reconnait plus de 10 000 morts dans ses rangs.
Le 24 mai 2023, dans un entretien accordé à plusieurs médias, Prigojine remet en cause le discours officiel russe sur la conduite de la guerre, la dénazification et la démilitarisation de l'Ukraine : « On est arrivés en Ukraine comme des bourrins. On a marché sur tout le territoire avec nos grosses bottes en cherchant des nazis. On a tapé sur qui on pouvait. On a avancé jusqu’à Kiev, on s’est chié dessus et on s’est retirés. […] L’Ukraine a aujourd’hui l’une des armées les plus puissantes du monde. […] Nous sommes dans la situation où nous pouvons tout simplement perdre la Russie ». Il prône alors une militarisation complète du pays, avec l'introduction de la loi martiale, et une mobilisation générale : « fusiller 200 personnes comme aurait fait Staline. […] Travailler uniquement pour la guerre et vivre quelques années sur le modèle de la Corée du Nord ». Vladimir Poutine reste quant à lui passif et silencieux face à ces provocations.

### Rébellion de 2023 contre l'État russe
Dans la nuit du 23 au 24 juin 2023, prétextant un manque de soutien de la part du pouvoir russe en Ukraine, Prigojine déplace les troupes de Wagner vers Moscou et appelle les Russes à les rejoindre, ce qui peut être interprété contre une tentative de « putsch ». Il entame une rébellion armée contre le gouvernement et les forces armées restées fidèles au ministère de la Défense. Alors que le FSB ouvre une enquête pénale contre lui pour appel à la mutinerie armée, Vladmir Poutine dénonce une « trahison interne »,. À la suite de pourparlers entre Prigojine et le président biélorusse, Alexandre Loukachenko, les accusations sont abandonnées et Wagner accepte d'arrêter l'avancée des combattants de son groupe à travers la Russie. Prigojine confirme ensuite que ses hommes rentrent dans leurs camps, afin d'« éviter un bain de sang ». Selon le porte-parole du Kremlin, Dmitri Peskov, Prigojine sera envoyé en Biélorussie,. Dans le cadre de l'accord, comme précisé par Vladimir Poutine dans une intervention télévisée, les membres du Groupe Wagner suivant leurs situations et leurs volontés, pourront intégrer l’armée régulière, « rentrer dans leurs familles et chez leurs proches » ou « partir pour la Biélorussie », où Evgueni Prigojine doit s’exiler.
D'après le ministère russe de la Défense cité par l'AFP, des « préparatifs » sont en cours pour transférer les équipements militaires « lourds » du groupe Wagner vers l’armée, après l’échec de la rébellion.
Selon Pierre Haski de France Inter, Evgueni Prigojine est l'homme des basses œuvres, chef d’un groupe de mercenaires, patron de « fermes à trolls » à l’avant-garde de la désinformation[pertinence contestée]. Son envergure à l'aide du groupe Wagner a été assurée par Vladimir Poutine. Il a pris de l’importance en offrant à la Russie sa seule victoire de l’année 2023, à Bakhmout. En voulant devenir à son tour maître du jeu, il aurait « transgressé la règle d’or de la relation avec le chef ».
Le 21 août 2023, Prigojine réapparaît dans une vidéo pour la première fois depuis la mutinerie de juin. Il affirme se trouver en Afrique, afin de combattre al-Qaïda et l'État islamique.
Relais d'influence russe, le groupe Wagner serait devenu une menace pour le Kremlin depuis la mutinerie, qualifiée de trahison par Vladimir Poutine.

## Internet Research Agency (IRA)
En 2013, Evgueni Prigojine crée une officine dite Institut Internet Research Agency, considérée comme l'une des « usines à trolls », utilisée pour diffuser des informations fausses ou clivantes et des messages servant la propagande gouvernementale du Kremlin.
Le principe utilisé par l'IRA est inspiré des méthodes de l'homme d'influence et propagandiste russe Vladislav Sourkov (l'un des proches de Poutine) ; il ne vise pas à chercher à convaincre des bienfaits d'un régime politique. Il s'agit maintenant, via des « fermes à trolls » chargées de massivement créer et entretenir des disputes, du dissensus, et de désinformer dans les réseaux sociaux numériques, de répandre le doute, le scepticisme, et la controverse fabriquée, en mélangeant « le vrai, l'approximatif, le faux » pour « semer le chaos partout chez l'adversaire, en envenimant systématiquement les débats sur les réseaux sociaux. Des recherches confirment à quel point cette stratégie sème le doute sur toute forme de communication officielle ».
En février 2018, Prigojine, ses entreprises Concord management et consulting, Concord traiteur et l'Internet Research Agency sont inculpés par un grand jury américain, principalement pour leur rôle dans l'ingérence russe dans l'élection présidentielle américaine de 2016. Leur campagne sur les médias sociaux visait à promouvoir la candidature de Donald Trump contre celle d'Hillary Clinton. Prigojine est inculpé en tant que financeur et principal dirigeant de l'IRA,. Pour ces faits, le FBI offre une récompense de 250 000 $ pour toute information menant à son arrestation. En novembre 2022, il assume avoir participé à cette ingérence.
En octobre 2019, Prigojine est accusé par Facebook d'être relié à trois campagnes de manipulation des opinions publiques de différents pays africains sur le réseau social.
Il est soupçonné par VIGINUM d'avoir, au moyen de fermes à trolls situées en Afrique, cherché à influencer l'élection présidentielle française de 2022. Il possède aussi une ferme à trolls à Saint-Pétersbourg.
Il détient également le groupe de presse Media Patriot, regroupant différents médias, qui rédige des communiqués de presse qu'ils offrent à des médias pour qu'ils soient publiés contre rémunération.
En septembre 2020, le département d'État des États-Unis impose des sanctions à deux entreprises de Prigojine (M Finans et Lobaye Invest) opérant en République centrafricaine dans l'extraction de minerais. Trois personnes travaillant pour ces deux entreprises sont aussi soumises à des sanctions.
Le 7 novembre 2022, dans une publication de son entreprise Concord, Evgueni Prigojine admet des « ingérences » dans les élections américaines. En réponse à une question sur des accusations d'ingérence russe dans les élections de mi-mandat, il déclare : « Nous nous sommes ingérés, nous le faisons et nous allons continuer à le faire. Avec précaution, précision, de façon chirurgicale, d'une manière qui nous est propre »,.

### Documentaire
- « Prigojine, le boucher de Poutine » [vidéo], sur France 2, Complément d'enquête , 15 juin 2023 (consulté le 28 juin 2023), 75 min.